# Екотек
Екотек (Ecotec) е серия немски двигатели. Тя е регистрирана търговска марка, притежание на корпорацията Дженерал Мотърс (GMC), отнасяща се до произвеждани от нея бензинови и дизелови двигатели с вътрешно горене.
Двигателят се монтира в колите на европейската марка Опел.
Най-важната черта на този двигател е сравнително постоянният въртящ момент в широк диапазон от обороти на двигателя. По тази си характеристика двигателят прилича повече на дизелов двигател, отколкото на бензинов. Това води до по-нисък разход на гориво и по-равномерна работа на двигателя в широк диапазон на обороти.